# Liste des aéroports au Bénin
Une liste des aéroports du Bénin, classés par emplacement.
Le Bénin est divisé en douze départements. La capitale administrative est Porto-Novo tandis que Cotonou est la capitale économique.

## Carte
'
| \| 20 km1:1 857 000 \| Bembèrèkè Cana Cotonou-Cadjehoun Djougou Kandi Natitingou Parakou Porga Savè |
| 20 km1:1 857 000                                                                                    |

Carte statique des aéroports du Bénin.Carte dynamique des aéroports du Bénin.

## Liste
- Pour l'ensemble des points mentionnés sur cette page : voir sur OpenStreetMap (aide), Bing Cartes (aide) ou télécharger au format KML (aide).

Le gras indique les aéroports à vols commerciaux.
| Ville      | Département | OACI | AITA | Aéroport       | Coordonnées de l'Aéroport   | Alt   | Orientation Piste | Dimensions Pistes | Surface  | Résistance |
| ---------- | ----------- | ---- | ---- | -------------- | --------------------------- | ----- | ----------------- | ----------------- | -------- | ---------- |
| Bembéréké  | Borgou      | DBBR |      | Bembéréké      | 10° 16′ 25″ N, 2° 41′ 46″ E | 362 m | 05/23             | 741               | Herbe    |            |
| Cana       | Zou         | DBBC |      | Cana           | 7° 07′ 32″ N, 2° 02′ 49″ E  | 167 m | 04/22             | 2576              | Asphalte |            |
| Cotonou    | Littoral    | DBBB | COO  | Cotonou        | 6° 21′ 26″ N, 2° 23′ 04″ E  | 6 m   | 06/24             | 2 400 x 45        | Asphalte |            |
| Djougou    | Donga       | DBBD | DJA  | Djougou        | 9° 41′ 31″ N, 1° 38′ 15″ E  |       | 10/28             | 991               | Latérite |            |
| Kandi      | Alibori     | DBBK | KDC  | Kandi          | 11° 08′ 41″ N, 2° 56′ 23″ E |       | 07/25             | 1372              | Latérite |            |
| Natitingou | Atacora     | DBBN | NAE  | Natitingou     | 10° 22′ 37″ N, 1° 21′ 37″ E | 461 m | 04/22             | 1189              | Latérite |            |
| Parakou    | Borgou      | DBBP | PKO  | Parakou        | 9° 21′ 25″ N, 2° 36′ 33″ E  | 393 m | 04/22             | 1600              | Latérite |            |
| Parakou    | Borgou      |      |      | Parakou-Tourou |                             |       |                   |                   |          |            |
| Porga      | Atacora     | DBBO |      | Porga          | 11° 02′ 47″ N, 0° 59′ 35″ E |       | 05/23             | 2051              | Herbe    |            |
| Savè       | Collines    | DBBS | SVF  | Savè           | 8° 01′ 05″ N, 2° 27′ 52″ E  | 199 m | 05/23             | 1204              | Latérite |            |